# Вологодская городская дума
Вологодская городская Дума — представительный орган местного самоуправления города Вологды. Численность составляет 30 депутатов. Избирается по одномандатным округам. В настоящее срок полномочий депутатов составляет пять лет. Ранее длина срока полномочий неоднократно изменялась.

## История

### До 1918 года

Х. С. Леденцов

Городская дума в российских городах появилась в 1785 году по «Жалованной грамоте на права и выгоды городам Российской империи» Екатерины II. Городское самоуправление было подразделено на два вида: общее, затрагивающее всё сообщество, и частное, касающееся сословий.
Жалованная грамота городам завершила устройство так называемого городского общества. Это общество составлялось из обывателей, принадлежащих к податным сословиям, то есть к купцам, мещанам и ремесленникам. Грамота закрепляла единый сословный статус всего населения городов независимо от профессиональных занятий и родов деятельности. Грамота закрепляет, среди прочего, обязанность городского общества заботиться о сиротах и вдовах, т.е. на города была возложены функции социальной защиты. Главным же нововведением стало создание системы общественных финансов: городское общество создавало специальный фонд из личных средств его членов (а также из средств всех прочих жителей), который расходовало на городские нужды.
Де-факто в городе действовало общественное самоуправление, подотчётное государственной власти в лице губернатора (либо генерал-губернатора).
"31. По силе 72-й статьи учреждений по городам и посадам городской глава, бургомистры и ратманы выбираются  обществом городским чрез всякие три года по балам; старосты же и судьи словеснаго суда выбираются тем же обществом всякой год по балам."
"49. Обществу градскому запрещается избирать для тех должностей, кои по силе учреждений выбором наполняются, мещанина, который в том городе не имеет капитала, с котораго проценты ниже пятидесяти рублей и который моложе двадцати пяти лет."
"50. В обществе градском мещанин, который капитала не имеет, с котораго проценты ниже пятидесяти рублей, и моложе  двадцати пяти лет, присутствовать может, но голоса не имеет."

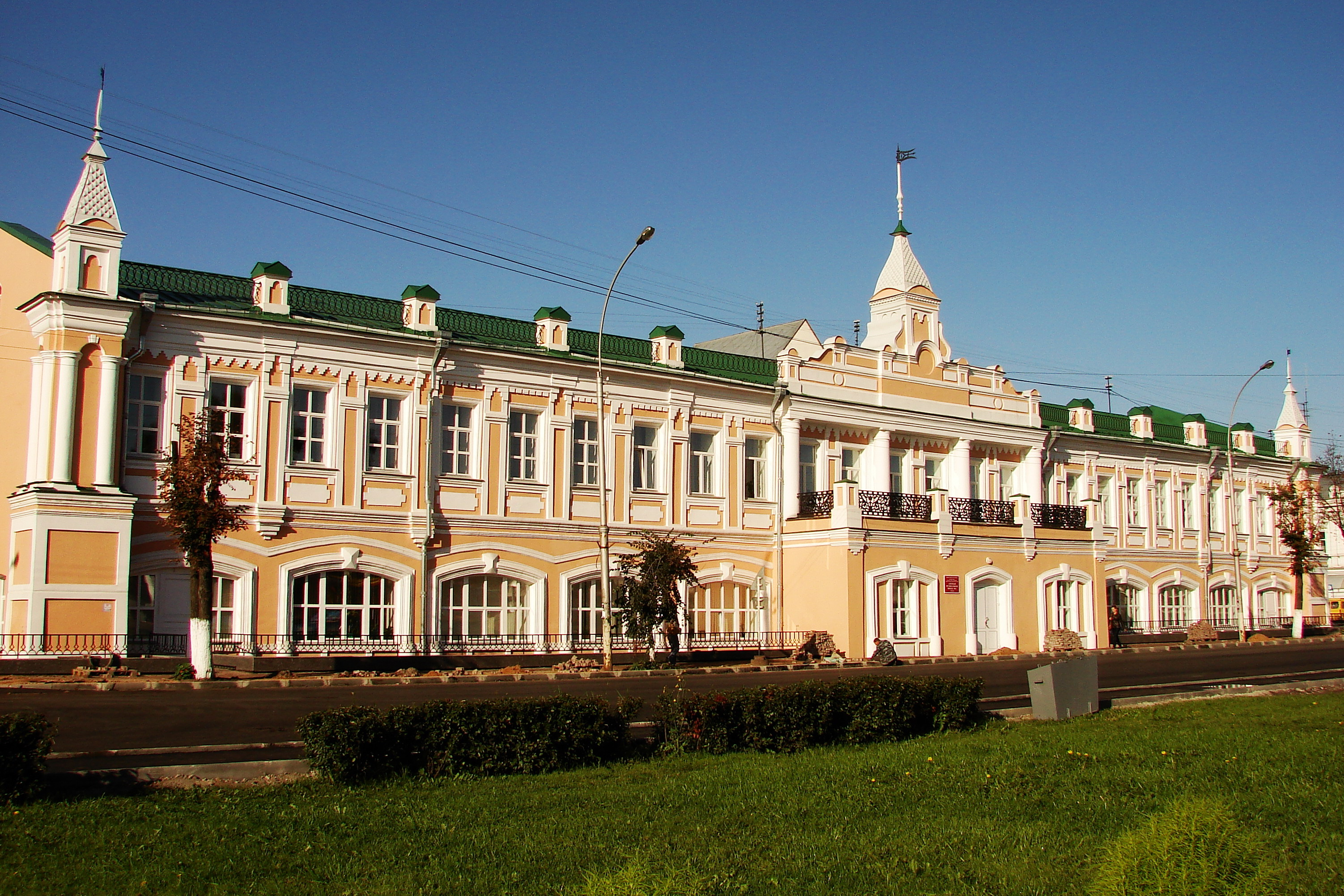
Историческое здание думы

В 1870 году после Городской реформы было введено всесословное самоуправление. Срок полномочий гласных (депутатов) составлял четыре года с ротацией: половина гласных переизбиралась каждые два года. Исполнительным органом думы была городская управа, состоявшая из шести человек: городского головы, секретаря и четверых членов управы. Управа избиралась из числа гласных. Городской голова одновременно возглавлял и думу, и управу. Городской голова и члены управы получали жалованье.
Согласно реформе, 7 января 1871 года в Вологде была открыта новая бессословная городская дума. Первым городской головой после реформы был избран бывший городской полицмейстер Николай Зубов, до того бывший также секретарём вологодского дворянства и адъютантом вологодского военного губернатора.
В 1871—1887 годах гласным (депутатом) думы был известнейший меценат Христофор Леденцов. В 1883—1887 годах он был городским головой.
В 1892 году по Городовому положению налоговый избирательный ценз был заменён на имущественный, в связи с чем правом голоса стали пользоваться только состоятельные горожане-собственники. Городской голова и члены управы были переведены в разряд государственных служащих.
30 июля 1917 года состоялись первые в истории гласные всеобщие выборы в городскую думу. Активность избирателей составила 80 %. Было избрано 60 гласных. Результаты выборов были следующими:
| № Списка | Объединение | Число голосов | Число избранных гласных |
| -------- | --- | ------------- | ----------------------- |
| 1        | Союз домовладельцев | 1739          | 8                       |
| 2        | Еврейская объединённая партия «Свобода и традиция»                                                                                  | 199           | 1                       |
| 3        | Вологодское отделение Партии народной свободы                                                                                       | 2345          | 11                      |
| 4        | Еврейская организация сионистов | 263           | 1                       |
| 5        | Вологодский отдел социал-демократической группы «Единство» и Вологодский областной комитет Трудовой народно-социалистической партии | 1307          | 6                       |
| 6        | Объединённый список вологодских отделений РСДРП, эсеров и «Бунда»                                                                   | 6861          | 33                      |

20 января 1918 года власть в Вологде и губернии перешла к Советам. В течение некоторого времени после этого местное самоуправление в городе продолжало существовать, несмотря на то, что Советы объявили себя официальной властью. В июне было арестовано четверо депутатов, в том числе председатель Иван Галабудский и член президиума Дмитрий Деларов. 27 июня 1918 года городская Дума была распущена.
- Список городских голов (председателей Думы) см. в статье Список руководителей Вологды.

### Современный период
По Конституции СССР 1977 года советы всех уровней составляли «единую систему органов государственной власти». В 1990 году в СССР было учреждено местное самоуправление как особая ветвь власти, самостоятельно решающая вопросы местного значения:
Статья 2:
«1. Система местного самоуправления включает местные Советы народных депутатов, органы территориального общественного самоуправления (советы и комитеты микрорайонов, жилищных комплексов, домовые, уличные, квартальные, поселковые, сельские комитеты и другие органы), а также местные референдумы, собрания, сходы граждан, иные формы непосредственной демократии.»
В апреле 1990 года в Вологде впервые были проведены демократические альтернативные выборы в Совет народных депутатов города. Было избрано 200 депутатов. Указом Президента РФ № 1760 от 26 октября 1993 года все советы были ликвидированы. Деятельность вологодского Совета прекращена с 1 ноября. На полгода Вологда осталась без представительного органа власти.
В новой Конституции РФ 1993 года понятие местного самоуправления было сохранено:
Статья 130:
«1. Местное самоуправление в Российской Федерации обеспечивает самостоятельное решение населением вопросов местного значения, владение, пользование и распоряжение муниципальной собственностью.»

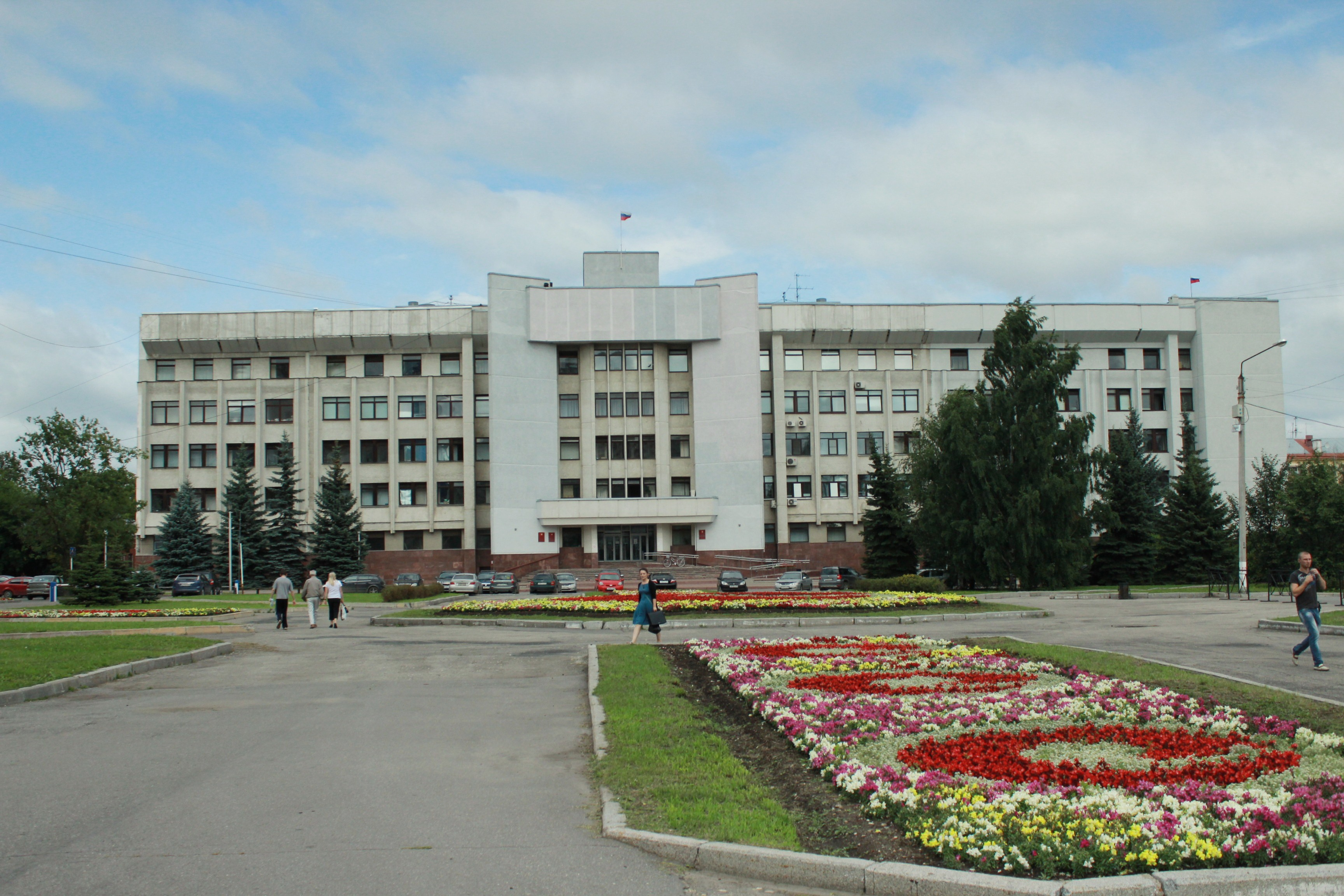
Современное здание Вологодской городской Думы

20 марта 1994 года в Вологде состоялись первые выборы в Совет самоуправления города. В его состав вошло шесть депутатов, председателем был избран Михаил Зарецкий. Всего должно было быть избрано девять депутатов, но в трёх округах выборы не были признаны действительными.
В декабре 1995 года количество депутатских мандатов было увеличено до тридцати и это количество по сей день более не менялось. Председателем во втором созыве был Игорь Кротченко.
После выборов 1999 года Совет самоуправления получил современное название — Вологодская городская дума. Новым председателем был избран Александр Лукичев, пробывший в этой должности семь лет. Именно он дольше всех в постсоветской истории занимал пост председателя представительного органа города.
28 Февраля 2003 года Вологодскую городскую думу посетила делегация из 19 депутатов шведского парламента от социал-демократов.
Очередные выборы состоялись в 2003 и 2009 годах.
В феврале 2006 года депутаты от «Единой России» предлагали перейти на пропорциональный порядок формирования думы, но решение было отклонено депутатским корпусом.
В 2007 году сразу трое депутатов избрались в Законодательное Собрание Вологодской области: Александр Лукичев, Александр Болотов и Владимир Зинин. Новым председателем после этого был избран Михаил Банщиков, который в конце года избрался депутатом Государственной думы. После этого новый председатель выбран не был, а исполняющим обязанности стал первый заместитель председателя Игорь Литвинов.
После выборов 2009 года новым председателем избран Игорь Степанов.
С 16 мая 2013 года обязанности Председателя Вологодской городской Думы исполнял Юрий Сапожников, который 26 сентября 2013 года был избран Председателем Вологодской городской Думы V созыва. 26 сентября 2016 года лн был избран депутатами Главой города Вологды в рамках перехода органов местного самоуправления Вологды на новую систему, включающую в себя должности Главы города (условно соответствует председателю Думы) и Мэра города (условно соответствует прежним Главе города и Главе администрации города).
14 сентября 2014 года в Единый день голосования состоялись выборы депутатов Вологодской городской Думы VI созыва (2014-2019 г.г.). На 30 мандатов претендовали более 140 кандидатов от 11 политических партий. По итогам голосования в состав Думы вошли 26 кандидатов от «Единой России», два мандата – у представителей ЛДПР, один – у «Справедливой России» и один – у самовыдвиженца. Состав городской Думы VI созыва обновился ровно наполовину по сравнению с предыдущим.
Действующий созыв избран в Единый день голосования 8 сентября 2019 года. 27 мандатов досталось «Единой России», три - ЛДПР. Другие партии представительства в городском парламенте не получили. В новый созыв переизбралось 17 действующих депутатов.
Партии в Вологодской городской Думе
18 октября 2001 года в Вологодской городской думе была создана первая партийная фракция: первой партией, создавшей фракцию стал СПС, в момент создания в неё вошло семеро депутатов, что стало первым случаем создания фракции этой партии в органе городского самоуправления. 28 марта 2002 года были созданы ещё две фракции: СДПР и сямженского землячества, причём фракцию СДПР возглавил председатель думы Александр Лукичев.
В думе следующего созыва были созданы две фракции: Народной партии и «Единой России» (создана 22 февраля 2006 года). К этому моменту фракция СДПР насчитывала 7 депутатов, двое из которых перешли во фракцию «Единой России» в момент её создания. Трое депутатов входили во фракцию Народной партии. В апреле 2006 года 8 депутатов состояло во фракции «Единой России», 6 во фракции СДПР, по 4 депутата во фракциях СПС и беспартийных депутатов, 3 во фракции Народной партии, а трое депутатов не входили в какие-либо фракции.
Вплоть до 2006 года «Единая Россия» имела в думе только двоих депутатов и не могла создать фракции.
27 июня 2007 года по решению сессии были ликвидированы все фракции думы. На этот момент существовало три фракции: «Справедливой России» (9 депутатов), «Единой России» (7 депутатов) и Союза правых сил (4 депутата).
25 марта 2009 года депутаты вернулись к фракционной работе: 26 народных избранников вновь создали фракцию «Единая Россия».
С 2014 года депутатов планировалось избирать по партийным спискам. Однако, впоследствии Дума вернулась на старую систему выборов и голосование по партийным спискам так и не состоялись. В VI созыве «Единая Россия» обладала единственной фракций в Вологодской городской Думе, её представляло 23 депутата.
В VII созыве создали не депутатские объединения, а фракции. Согласно федеральному законодательству, фракцию можно создавать только тогда, когда депутаты избраны по партийным спискам, а не по одномандатным округам. В 2019 году прокуратура обратила на этот факт в связи с Череповецкой городской Думой. В Вологодскую городскую Думу соответствующего уведомления от органов прокуратуры не поступало. В результате было создано два депутатских объединения - «Единой России» (27 депутатов) и ЛДПР (3 депутата).

## Городская дума и молодёжь
14 марта 2006 года начала работу Молодёжная палата города. 10 октября 2006 года было подписано соглашение о сотрудничестве, которое официально закрепило взаимодействие с городским парламентом.
В 2011 году на смену палате пришёл Молодёжный парламент. 15 ноября 2011 года он начал работу. 27 декабря его председателем был избран Олег Куницын.

## Председатели Думы в постсоветский период
| Председатель                                                    | Фото | Годы      | Созыв            | Партия                                                           | Заместители |
| --------------------------------------------------------------- | ---- | --------- | ---------------- | ---------------------------------------------------------------- | --- |
| Михаил Давыдович Зарецкий                                       |      | 1994-1996 | 1-й созыв        |                                                                  | |
| Игорь Ильич Кротченко                                           |      | 1996-1999 | 2-й созыв        |                                                                  | |
| Александр Николаевич Лукичев                                    |      | 2000-2007 | 3-й и 4-й созывы | 2000-2001 РОСДП 2001-2006 СДПР С 2006 года «Справедливая Россия» | Первый заместитель: М. К. Банщиков Заместители: И. А. Литвинов и М. Д. Зарецкий                                                                                             |
| Михаил Константинович Банщиков                                  |      | 2007      | 4-й созыв        | «Единая Россия»                                                  | Первый заместитель: И. А. Литвинов Заместитель: И. В. Степанов |
| Игорь Андреевич Литвинов (исполняющий обязанности председателя) |      | 2008-2009 | 4-й созыв        | «Справедливая Россия»                                            | Заместитель: И. В. Степанов |
| Игорь Васильевич Степанов                                       |      | 2009-2013 | 5-й созыв        | «Единая Россия»                                                  | Первый заместитель: Р. Ю. Заварин (до 4 декабря 2011 года) И. о. первого заместителя председателя: Л. Д. Коротаева (с 20 декабря 2011 года по ) Заместители: М. Д. Зарецкий |
| Юрий Владимирович Сапожников                                    |      | 2013-2016 | 5-й и 6-й созыв  | «Единая Россия»                                                  | Заместитель: В. Н. Корытин, С.Г.Никулин |

## Главы города Вологды, возглавляющие Думу
| Глава города Вологды         | Фото | Годы                    | Созыв            | Партия          | Заместители |
| ---------------------------- | ---- | ----------------------- | ---------------- | --------------- | --- |
| Юрий Владимирович Сапожников |      | с 26 сентября 2016 года | 6-й и 7-й созывы | «Единая Россия» | Заместитель: с 26 сентября 2016 года В. Н. Корытин, С. Г.Никулин; с 20 сентября 2019 года В. Н. Корытин, С. Г Никулин, С. А. Чуранов |

## Структура
Дума является правомочной при условии избрания не менее двух третей (20 депутатов) от установленного настоящим Уставом числа депутатов (30 депутатов).
Думу возглавляет Глава города Вологды. Два его заместителя находятся в статусах заместителей председателя Думы. Высшим органом думы является сессия. Порядок работы думы определяет её Президиум, в который входят председатель думы, его заместители, председатели комитетов, руководители фракций и представитель Главы города. До 26 сентября 2016 года во главе Думы находился председатель.
Основная работа думы ведётся в профильных комитетах:
- Комитет по вопросам местного значения и законности;
- Комитет по бюджету и налогам;
- Комитет по социальной политике;
- Комитет по экономической политике и муниципальной собственности;
- Комитет по городской инфраструктуре[33].

Количество и названия комитетов неоднократно менялись.
Трое депутатов работает на постоянной основе (10% от общей численности депутатов) - т.е., их основным местом работы является Вологодская городская Дума. По состоянию на сентябрь 2012 года это председатель И. В. Степанов, а также председатели комитетов А. Я. Волосков и А. В. Денисов. Оба заместителя председателя Думы Л. Д. Коротаева и М. Д. Зарецкий являются пенсионерами и постоянного места работы не имеют.